# バルト・デウェーフェル
バルト・アルバート・リリアン・デウェーフェル（オランダ語: Bart Albert Liliane De Wever、1970年12月21日 - ）は、ベルギーの政治家。同国第72代首相（在任：2025年2月3日 - ）。2013年から2025年まで、アントウェルペン市長を務めた。
2010年の総選挙で新フラームス同盟を勝利に導くと、その後も党首として手腕を発揮した。2024年の総選挙で大勝利を遂げたデウェーフェルは改革運動や前進などと連立政権を形成することを合意し、国王フィリップから組閣を命じられた。

## 来歴

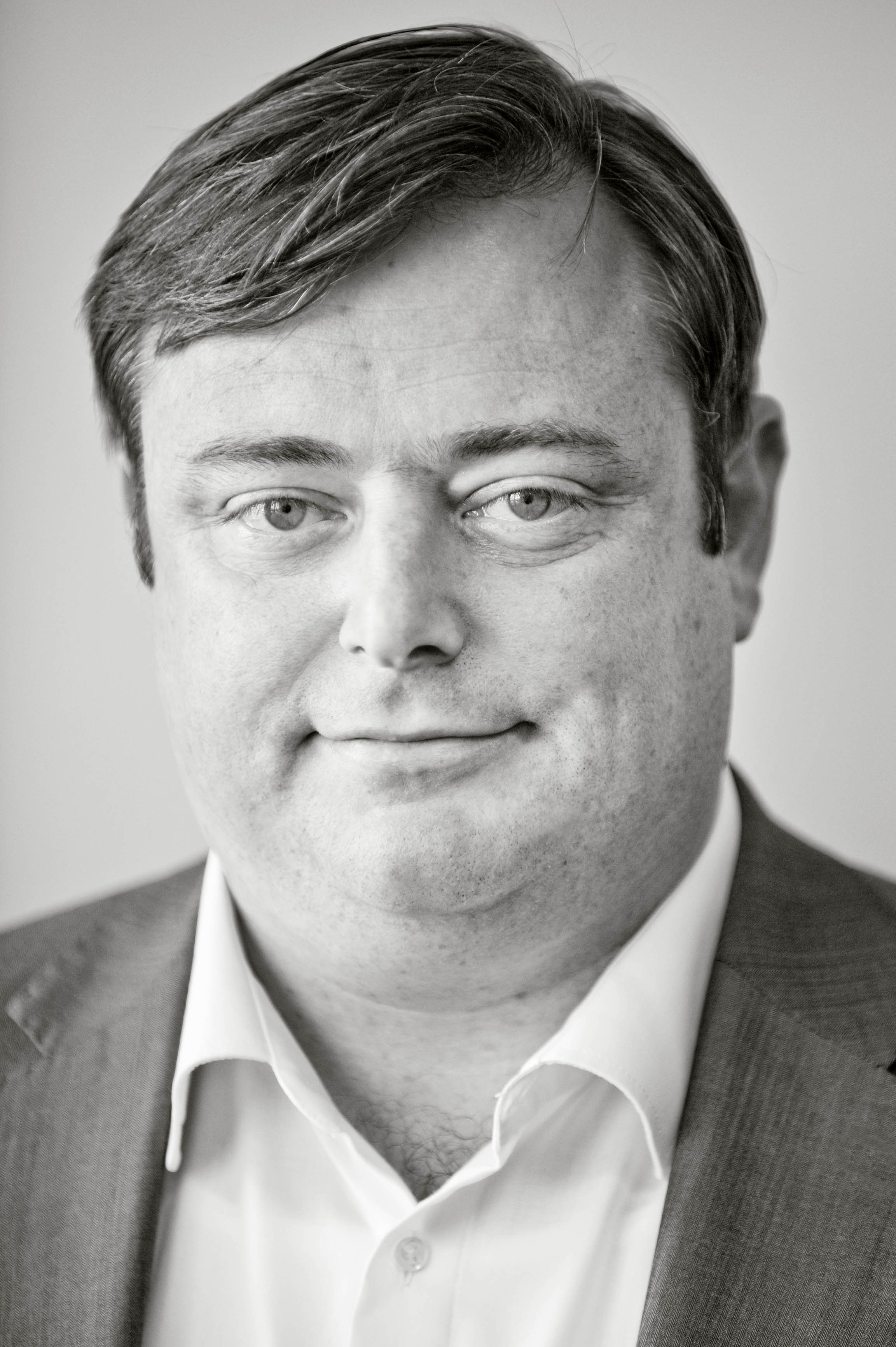
（2011年撮影）

1970年12月21日にフランデレン地域のアントウェルペン州モルツェルで誕生。生後すぐに隣町のコンティッチへ移住し、両親はスーパーを経営していた。父はかつて鉄道会社の社員や人民連合所属の政治家として活躍していた。兄のブルーノはゲント大学の教授として教鞭を取っている。祖父はナチス占領下で極右政党のフランデレン国民連合の党員として政治活動を行っていた。
アントウェルペン大学に入学したが、ルーヴェン・カトリック大学に編入。ルーヴェン・カトリック大学で歴史学の博士を取得。父が所属していた人民連合に入党。1996年に極右政党国民連合党首のジャン＝マリー・ル・ペンが主宰した会議にデウェーフェルが出席した様子が撮られている。
2007年10月、第二次世界大戦中のユダヤ人の強制送還に関する問題で当時のアントウェルペン市長が謝罪したことに対し、デウェーフェルは「アントウェルペンの人々はユダヤ人の強制送還を実行するのはやむを得なかったことであり、ユダヤ人の強制送還を実行させた当時のアントウェルペン市長に責任を押し付けるのは間違っている」とデウェーフェルは述べた。しかし、この発言がユダヤ人から非難を浴びることになり、デウェーフェルが謝罪する事態となった。ベルギーのワロン派作家のピエール・マルテンスはデウェーフェルはホロコースト否認している指導者だと批評。デウェーフェルは発言を徹回するように求めた。
2010年6月13日に行われた連邦選挙でフランダースで30%の得票率を記録。デウェーフェルも下院議員に当選。エリオ・ディルポ首相率いる社会党と新フラームス同盟は連合政権の交渉に入ったが、失敗。その結果、デウェーフェル率いる新フラームス同盟は野党に留まった。
2013年11月にデウェーフェルは胸の痛みを訴え、治療を受けた。同年12月、共産主義者からの郵便物に不審物が送り込まれたことで警察の保護を受けた。2014年2月にデウェーフェルは慢性肺感染症を起こし、病院に搬送された。
2016年7月、デウェーフェルはアンゲラ・メルケルに同年に発生したクリスマスマーケットにおける事件はメルケル自身が招いた混乱だと非難。対応を迅速に行えば防げたかもしれないと述べた。デウェーフェルの発言はベルギー政界で非難の嵐となった。デウェーフェルはメルケルがドナルド・トランプ、マリーヌ・ル・ペンなどの急進主義者の台頭する要因であると非難。
2022年3月、デウェーフェルはラジオのインタビューでロシアのウラジーミル・プーチン大統領がウクライナ侵攻を継続している状況に「プーチンはサイコパス。蚊のように我々の民主主義に否定するロシア人を潰したい」と語った。2023年パレスチナ・イスラエル戦争を受け、アントウェルペン在住のユダヤ人を守るべきだとして、ベルギー陸上構成部隊の配備を求めた。
2024年ベルギー総選挙で新フラームス同盟は与党になることが確実になった。2024年7月10日に国王フィリップはデウェーフェルを組閣担当者（formateur）に任命。改革運動など5つの政党と連立協定を締結。2025年2月3日、首相就任。同時にデウェーフェル内閣が発足。

## 人物
妻のヘッゲや4人の子女と共にドゥールネに居住している。2012年にデウェーフェルはダイエットを行い、体重60キロの減量に成功。劇的な成功は国内メディアによって注目され、マラソンランニングをダイエットの秘訣として挙げた。
オランダ語を母語としているが、フランス語、ドイツ語、英語も堪能である。